# Compositie van tien elementen

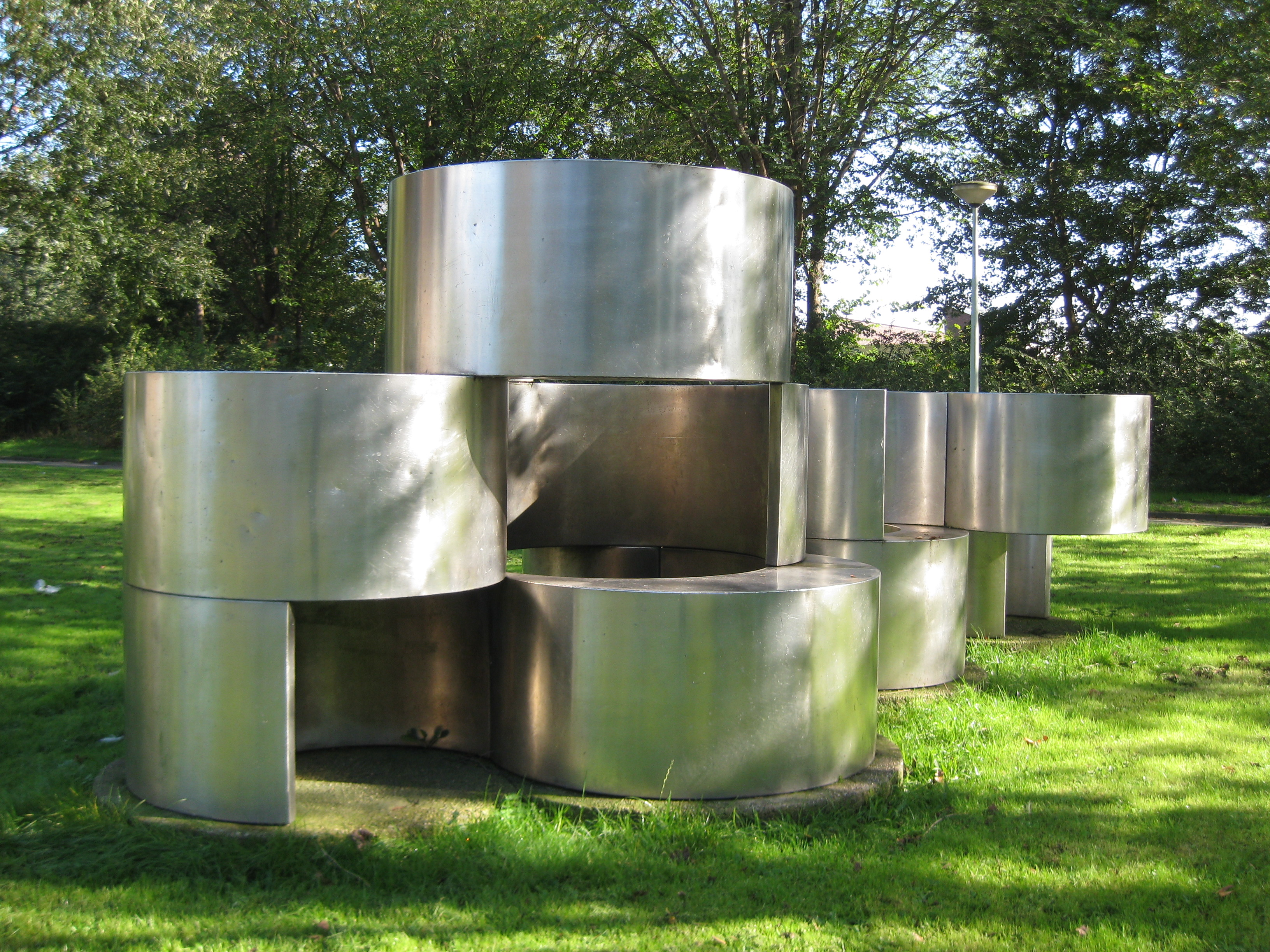
Compositie (oktober 2011)

Compositie van tien elementen is een vorm van kunst in de openbare ruimte in Amsterdam-Noord.
In de jaren zestig werd de wijk Banne Buiksloot opgetrokken, waarbij straten en pleinen werden vernoemd naar begrippen uit de scheepvaart. Het park kreeg de naam Koopvaardersplantsoen, vernoemd naar de koopvaardij. Bij de inrichting van de wijken destijds werd ook gekeken naar de mogelijkheden van vormen van kunst in de openbare ruimte. Voor genoemd plantsoen ontwierp Wicher Meursing in opdracht van de gemeente Amsterdam zijn Compositie van toen elementen, dat echter net zo goed bestempeld kan worden als een titelloos werk. Het bestaat uit een opeenstapeling van tien gelijkvormige roestvast stalen elementen. Ze zijn lijkt het willekeurig op elkaar gestapeld en met elkaar verbonden. Het geheel is aan elkaar gelast.
De bedoeling van de kunstenaar met dit abstracte werk lijkt verloren te zijn gegaan. Kunstwacht Amsterdam en Buitenkunst Amsterdam noemen het een spel van vormen en ruimten, onderstreept door de variatie binnenkant-buitenkant. Alhoewel van staal lijkt het een variant op meubelen die destijds in omloop waren waarbij dezelfde zitting werd gebruikt voor personen die elkaar gescheiden door een leuning aankeken in plaats van naast elkaar zaten. Volgens Artatsite-Amsterdam nodigt het beeld door haar “koude stalen” indruk nou niet bepaald uit tot gezellig keuvelen. Meursing en wethouder Han Lammers deden een onbeholpen poging toen het beeld in maart 1972 overhandigd werd aan de gemeente, aldus een foto in het NRC. 
De beginperiode van Meursing leverde werken op die beweging suggereerden, zie zijn De geboorte van Venus). Later liet hij die beweging expliciet zien, zoals bij zijn Door wind bewogen beweging, dat met alle winden meewaait.  